# Елк Сити (Ајдахо)
Елк Сити (енгл. Elk City) насељено је место без административног статуса у америчкој савезној држави Ајдахо.

## Демографија
По попису из 2010. године број становника је 202.
| Група             | 2000.    | 2010.       |
| Белци             | 0 (0,0%) | 198 (98,0%) |
| Афроамериканци    | 0 (0,0%) | 0 (0,0%)    |
| Азијати           | 0 (0,0%) | 0 (0,0%)    |
| Хиспаноамериканци | 0 (0,0%) | 1 (0,5%)    |
| Укупно            | 0        | 202         |